# Metacnephia aldanica
Metacnephia aldanica är en tvåvingeart som beskrevs av Vorobets 1984. Metacnephia aldanica ingår i släktet Metacnephia och familjen knott. Inga underarter finns listade i Catalogue of Life.